# Alex Leon
 (novembre 2023).
Si vous disposez d'ouvrages ou d'articles de référence ou si vous connaissez des sites web de qualité traitant du thème abordé ici, merci de compléter l'article en donnant les références utiles à sa vérifiabilité et en les liant à la section « Notes et références ».
Alex Leon, est un DJ et producteur grec.
Leon naît [Quand ?] [Où ?] dans une famille de musiciens. Il commence à se faire une place dans le milieu électronique en collaborant avec Playmen, un duo de DJ, et compose le générique des Mad Video Music Awards 2011, qui rencontre un grand succès. Le rappeur T-Pain enregistre, avec eux, une autre version de ce générique, qui devient un titre intitulé Out of my head.
En 2013, il échoue à représenter la Grèce au Concours Eurovision de la chanson 2013, avec sa chanson Angel chantée par Giorgina. Son parolier sur cette chanson, Riskykidd, réussit à participer à l'Eurovision 2014 avec le groupe Freaky Fortune.